# Патріотичне
Патріоти́чне (колишня назва Голодуни́) — село Новоазовської міської громади Кальміуського району Донецької області України.

## Загальні відомості
Відстань до райцентру становить близько 9 км і проходить автошляхом місцевого значення.
Станом на 14 вересня 2014 р. — під контролем проросійських бойовиків.

## Населення
За даними перепису 2001 року населення села становило 405 осіб, з них 60,49 % зазначили рідною мову українську, 39,01 % — російську, 0,25 % вірменську та грецьку мови.